# Жуан (фудбалер)
Жуан Силвеира дос Сантос (порт. Juan Silveira dos Santos; 1. фебруар 1979) бивши је бразилски фудбалер који је играо на позицији одбрамбеног играча.
Прошао је омладинску школу Фламенга где је касније одиграо 7 сезона на сениорком нивоу. Касније се истакао играјући у Бајер Леверкузену и Роми, да би се 2012. вратио у Бразил где је наступао за Интернасионал и поново за свој матични клуб Фламенго.
За репрезентацију Бразила је одиграо укупно 79 утакмица и постигао 7 голова. Учествовао је на два Светска првенства и по три Купа конфедерација и турнира Копа Америка.